# Еміненю
Еміненю  (тур. Eminönü) — історичний район Стамбула, на кінець 2010-х входить до складу муніципального району Фатіх. Еміненю розташовується на терені, що в минулому знаходився всередині стін Константинополя. На території Еміненю розташовано багато визначних пам'яток Стамбула, включаючи південний край Галатського мосту, Блакитну мечеть, палац Топкапи, собор Ая-Софія. З півночі Еміненю омивається затокою Золотий Ріг, зі сходу — протокою Босфор, який прямує до Мармурового моря, яке є межею з півдня. Фактично, Еміненю є півостровом. Еміненю був частиною району Фатіх до 1928 року, і знову передано до його складу з 2009 року. Еміненю охоплює приблизно територію, на якій було побудовано стародавній Візантій.
Назва Еміненю підкреслює його роль в історії. В перекладі з турецької, це означає «перед правосуддям» . Emin означає правосуддя, önü — перед. Назва, ймовірно, прийшла з османського судочинства і митниці в порту;  Емін  зазвичай був митним співробітником в  Османській імперії.
Через вигідне стратегічна положення затоки Золотий Ріг, яке було природним портом, півострів, а зокрема, берег Еміненю, почали освоювати ще в стародавні часи. Тут був заснований Константинополь. Еміненю відігравав важливу роль за часів володіння Константинополя венеційцями, які для власних потреб розвивали набережну і будували порти. За часів Османської імперії, Еміненю був важливим промисловим і торговим районом з палацом Топкапи в центрі.
За часів індустріальної ери, місце також змінилося. У пізній період Османської імперії був перебудований Галатский міст. З появою електрики та залізничного сполучення, Вокзал Сіркеджі став грати велике значення — тут був фактично розташований Стамбульський термінал  Східного експреса. З розвитком вокзалу почали з'являтися інші великі споруди — на початку XX століття були побудовані Стамбульське головне поштове відділення, а також деякі великі офісні будівлі, наприклад, Istanbul 4th Vakıf Han в якому зараз розташовується готель. У ранні роки Турецької республіки відбувається активний розвиток і оновлення району. Територію перед Нової мечеттю розчистили і відкрили велику площу, був відреставрований Єгипетський базар, територію уздовж затоки звільнили від риб'ячого ринку і побудували дорогу до мосту Ататюрка. У 1928 році Еміненю вирішили виділити в окрему територію, і вивели зі складу району Фатіх. В 1950-х роках влада міста побудували вздовж узбережжя Мармурового моря вулицю Кеннеді, що з'єднала Еміньоню з аеропортом Ататюрк.

## Туристичні пам'ятки
У Еміньоню розташовуються багато відомих історичних пам'яток Стамбула. Зокрема, площа Султанахмет з розташованими на ній пам'ятниками архітектури була включена до Списку Всесвітньої спадщини ЮНЕСКО в 1985 році.
Музеї
- Археологічний музей Стамбула, в якому зберігається понад 1 000 000 експонатів всіх епох і цивілізацій;
- Музей турецького та ісламського мистецтва;
- Палац Топкапи, головний палац Османської імперії до середини XIX століття;
- Собор Ая-Софія;
- Музей мозаїки;
- Поштовий музей Стамбула;

Мечеті
- Блакитна мечеть;
- Мечеть Сулейманіє;
- Нова мечеть;

Історичні ринки
- Капали-Чарши;
- Єгипетський базар.